# Kampfpilot

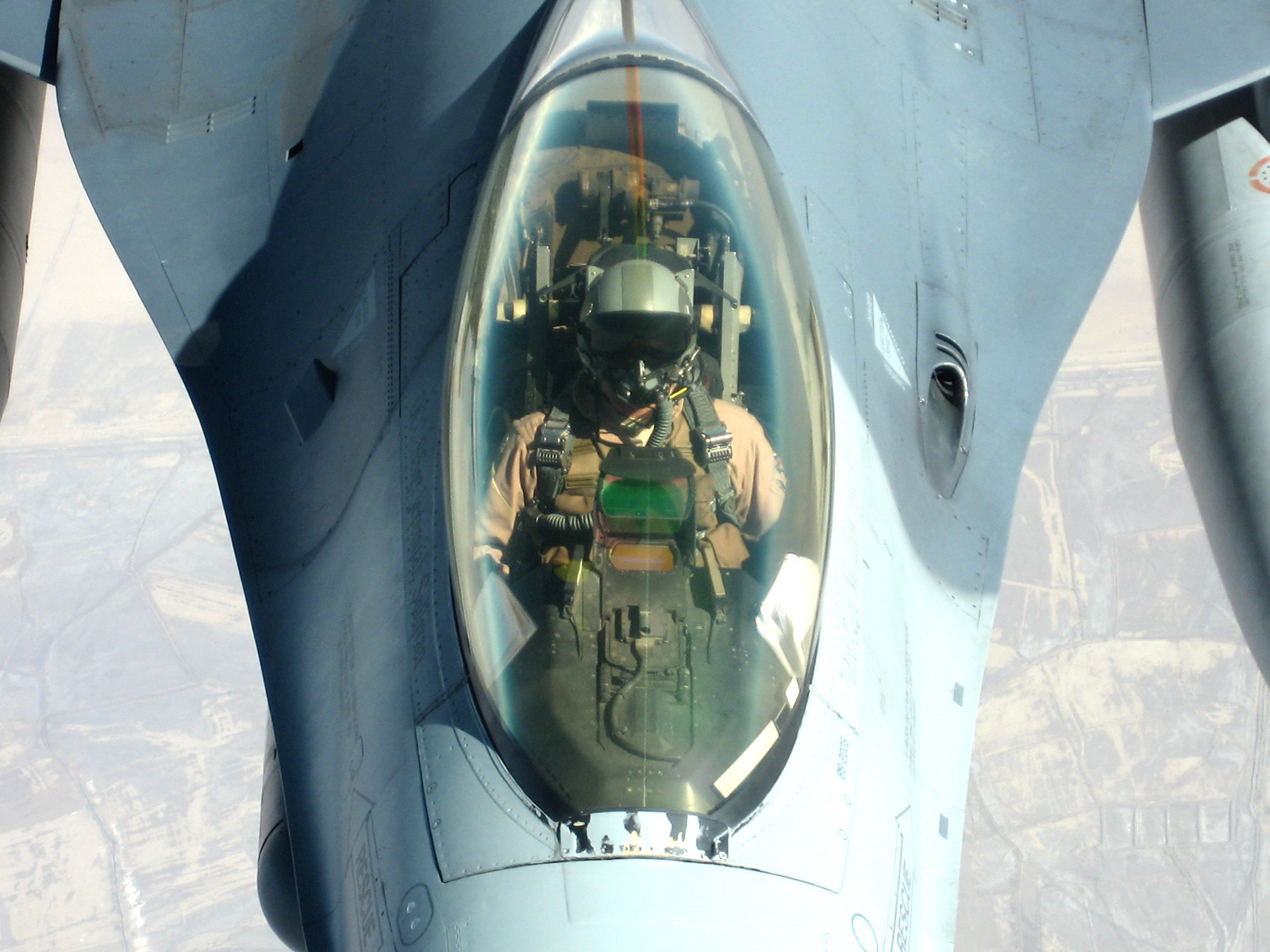
Pilot einer F-16 der United States Air Force

Kampfpiloten sind in der militärischen Luftfahrt Piloten von Kampfflugzeugen. Man unterscheidet zwischen Jagdfliegern, die primär für den Luftkampf ausgebildet sind, und Bomberpiloten, die Bodenziele bekämpfen. Während im Ersten Weltkrieg noch allgemein von Kampffliegern gesprochen wurde, war diese Bezeichnung im Zweiten Weltkrieg nur Bomberpiloten vorbehalten, im Unterschied zu den Jagdfliegern; im Gegensatz hierzu sprach man im angelsächsischen Sprachraum immer von fighters, also Kampffliegern, wenn man Jagdflieger meinte. Durch die Entwicklung von Jagdbombern verwischte sich die Grenze zwischen Bomber- und Jagdpilot wieder.
An die Bewerber zur Ausbildung zum Kampfpiloten werden heute höhere Anforderungen gestellt als an Zivilpiloten. Durch die hohe Geschwindigkeit und Wendigkeit von Kampfflugzeugen treten deutlich höhere g-Kräfte auf als beim Zivilflug. Die Piloten tragen im Einsatz Anti-G-Anzüge, um einen Blackout zu verhindern. Zur Vorbereitung auf die extremen Belastungen gehören Aufenthalte in großen Humanzentrifugen.

## Bekannte Personen (Auswahl)
International bekannte Kampfflieger des Ersten Weltkrieges auf deutscher Seite waren u. a. Max Immelmann, Oswald Boelcke, Werner Voß und Manfred von Richthofen, auf alliierter Seite taten sich z. B. René Fonck (Frankreich), Billy Bishop (Kanada), Edward Mannock (Großbritannien) und Eddie Rickenbacker (USA) hervor.
Bekannte Kampfpiloten (im damaligen engeren Sinne, also Bomberpiloten) im Zweiten Weltkrieg waren beispielsweise Martin Harlinghausen und Hans-Joachim Hermann auf deutscher oder Guy Gibson (Großbritannien) und Paul Tibbets (USA) auf alliierter Seite. Mitsuo Fuchida war einer der bekanntesten japanischen Kampfpiloten.
Die erfolgreichsten Jagdpiloten des Zweiten Weltkrieges waren sämtlich Deutsche, angeführt von Erich Hartmann mit 1.404 Einsätzen und Gerhard Barkhorn mit 1.104 Einsätzen, die als einzige jeweils über 300 Abschüsse erzielten. Beispiele bekannter alliierter Jagdpiloten aus dieser Zeit waren Charles Yeager (USA), Douglas Bader (Großbritannien), Richard Bong (USA) und Iwan Koschedub (Sowjetunion).
Der erste weibliche Kampfpilot war in den 1930er-Jahren Atatürks Adoptivtochter Sabiha Gökçen; im Spanischen Bürgerkrieg gab es Frauen als Ausbildner. Sie sollen jedoch keine Kampfeinsätze geflogen sein. Während des Zweiten Weltkrieges waren auf sowjetischer Seite nicht wenige Frauen als Kampfpilotinnen aktiv beteiligt (so z. B. Irina Rakobolskaja oder Jewgenia Schigulenko); die erste deutsche Kampfpilotin war Ulrike Flender im Jahr 2008. In Europa flog bereits ein Jahr vor ihr Rosa María García-Malea F-18-Kampfjets der Spanischen Luftwaffe. Bei der U.S. Navy flog Kim Dyson bereits 1994 den ersten Kampfeinsatz. 1995 flog Martha McSally den ersten Kampfeinsatz als Frau bei der U.S. Air Force.
Bekannt wurde im arabischen Raum Mariam al-Mansuri durch ihre Einsätze gegen den IS im Jahr 2014.